# Leiocarpa panaetioides
Leiocarpa panaetioides là một loài thực vật có hoa trong họ Cúc. Loài này được (DC.) Paul G.Wilson mô tả khoa học đầu tiên năm 2001.